# Westerwalsede
Westerwalsede (niederdeutsch Westerwals) ist eine Gemeinde im Landkreis Rotenburg (Wümme), Niedersachsen. Westerwalsede ist Teil der Samtgemeinde Bothel.

## Geografie

### Lage
Westerwalsede liegt westlich von Kirchwalsede (daher auch der Name Wester) in einem nordwestlichen Ausläufer der zur Stader Geest gehörenden Achim-Verdener Geest.

### Gemeindegliederung
Der Gemeinde Westerwalsede gehören folgende Orte an:
- Westerwalsede
- Westerwalsede (Bahnhof)
- Süderwalsede
- Rahnhorst

### Nachbargemeinden
- Kirchwalsede
- Kirchlinteln (Landkreis Verden)
- Ahausen
- Rotenburg (Wümme)

### Naturschutzgebiete
Nordöstlich des Kernortes Westerwalsede liegt das 654 ha große Naturschutzgebiet (NSG) Großes und Weißes Moor und südwestlich das 46 ha große NSG Wolfsgrund.

## Geschichte
Laut alten Überlieferungen hatte der germanische Gott Wotan seinen Waldsitz in Werdanske, dem heutigen Westerwalsede.
Westerwalsede wurde um das Jahr 1230 im Dom zu Verden zum ersten Male urkundlich erwähnt. Der Ortsteil Süderwalsede wurde 1981 Bundessieger im Wettbewerb Unser Dorf soll schöner werden (heute: Unser Dorf hat Zukunft).

## Eingemeindungen
Am 1. März 1974 wurde die Nachbargemeinde Süderwalsede eingegliedert.

## Politik

### Gemeinderat
Der Rat der Gemeinde Westerwalsede besteht aus neun Ratsfrauen und Ratsherren. Dies ist die festgelegte Anzahl für die Mitgliedsgemeinde einer Samtgemeinde mit einer Einwohnerzahl zwischen 501 und 1000 Einwohnern. Die Ratsmitglieder werden durch eine Kommunalwahl für jeweils fünf Jahre gewählt. Die aktuelle Amtszeit begann am 1. November 2021 und endet am 31. Oktober 2026.
Die letzten Gemeinderatswahlen ergaben folgende Sitzverteilungen:
| Partei           | 2021 | 2016 |
| ---------------- | ---- | ---- |
| WG Westerwalsede | 8    | 8    |
| SPD              | 1    | 1    |

### Bürgermeister
Der Gemeinderat wählte das Gemeinderatsmitglied Jochen Hestermann (WG Westerwalsede) zum ehrenamtlichen Bürgermeister für die aktuelle Wahlperiode.

## Verkehr
Westerwalsede liegt an der Bahnstrecke Verden–Rotenburg und hat hier einen Betriebsbahnhof. Die Züge halten hier nicht zum Ein- und Ausstieg. Der öffentliche Personennahverkehr ist nur ungenügend entwickelt und wird mit Bussen der „Weser-Ems-Bus“ bedient.

## Soziale Infrastruktur
Die nächste Grundschule und ein Kindergarten befinden sich in Kirchwalsede.